# Curug Kulon
Curug Kulon is een bestuurslaag in het regentschap Tangerang van de provincie Banten, Indonesië. Curug Kulon telt 17.204 inwoners (volkstelling 2010).